# Hjällbomordet 2009
Hjällbomordet 2009 var ett brutalt mord på den 18-åriga Nancy Tavsan i Göteborgsförorten Hjällbo efter midnatt den 30 december 2009.

## Händelseförlopp
Tavsan överfölls då hon gick hem från en födelsedagsfest i Hjällbo. Den misstänkta gärningsmannen ska enligt vittnesmål ha lämnat en fest i en närliggande lägenhet klockan 01.02. Klockan 01.04 den 30 december ringde Tavsan sin väninna och hade ett normalt samtal fram till 01.09 då väninnan hörde Tavsan säga ”Hallå! Vad gör du!” fyra gånger med tilltagande skräck i rösten. Sedan hördes en duns och samtalet avbröts. Väninnan blev orolig och tog med sin far ut för att leta och fann den misshandlade Tavsan. Hon hade fått utstå en grov misshandel och avled senare samma natt på Sahlgrenska sjukhuset. En läskflaska, som antas ha använts vid misshandeln av henne, hittades vid brottsplatsen.

## Anhållanden
I ett tidigt skede anhölls två 16-åriga pojkar misstänkta för skyddande av brottsling men de avskrevs snabbt. De hade hittat Tavsans mobiltelefon strax efter mordet och behållit den. Brottsmisstanken mot de två 16-åringarna avskrevs senare helt och hållet.
I slutet av mars 2010 häktades en man skäligen misstänkt för mord och försök till våldtäkt på Nancy Tavsan. Mannen, en 22-åring, var sedan tidigare häktad misstänkt för försök till grov våldtäkt och rån i centrala Göteborg den 20 december 2009. 22-åringen Abdulaziz Hussein, eller "Skuggan" som han kom att kallas i media, åtalades i juli 2010 vid Göteborgs tingsrätt för mord och försök till grov våldtäkt samt för försök till grov våldtäkt och stöld på en annan kvinna i december 2009. Åklagaren hade inga ögonvittnen till händelsen, men brottet kunde stödjas med DNA-bevisning.

## Dom
Den 1 september 2010 dömde Göteborgs tingsrätt Hussein till sexton års fängelse för mordet och de två fallen av försök till grov våldtäkt. Han är nederländsk medborgare av somaliskt ursprung, är tidigare dömd för våldsbrott men nekade till alla anklagelser, förutom stölden av mobiltelefonen vilken han erkände. Han dömdes även till att betala drygt 230 000 kronor till Nancy Tavsans anhöriga.
Fallet togs upp i TV3:s program Efterlyst i början av februari 2010. Nancy Tavsan hade tidigare enligt TV-programmet figurerat i ett kort inslag i talangtävlingen Idol 2007, med Carolina Gynning som intervjuare, när hon sökte till programmet, men hon misslyckades att ta sig vidare.